# Ray Anthony Concert
Ray Anthony Concert è un EP (ossia un mini album) di Ray Anthony, pubblicato dalla Capitol Records (EAP 1-406) nel 1953.
Nel 1959 la Capitol Records (codice T-406) pubblicò un'estensione del mini album originale, aggiungendo quattro brani.

## Tracce
Lato A
1. Slaughter on Tenth Avenue – 5:56 (Richard Rodgers) – Registrato il 16 aprile 1952 al Capitol Studios di Hollywood, California

Durata totale: 5:56
Lato B
1. On the Trail – 3:21 (Ferde Grofé) – Registrato il 27 ottobre 1952 al Capitol Studios di Hollywood, California
2. Street Scene – 2:55 (Alfred Newman) – Registrato il 2 settembre 1952 al Capitol Studios di Hollywood, California

Durata totale: 6:16
LP pubblicato nel 1959 dalla Capitol Records (T-406)
Lato A
1. Slaughter on Tenth Avenue – 5:56 (Richard Rodgers) – Registrato il 16 aprile 1952 al Capitol Studios di Hollywood, California
2. An American in Paris – 5:48 (George Gershwin) – Registrato il 14 febbraio 1956 al Capitol Studios di Hollywood, California
3. Poet and Peasant Overture – 4:42 (Franz Von Suppe, arrangiamento di Ray Anthony) – Registrato il 13 febbraio 1956 al Capitol Studios di Hollywood, California

Durata totale: 16:26
Lato B
1. Rhapsody in Blue – 7:52 (George Gershwin, Ira Gershwin) – Registrato il 15 febbraio 1956 al Capitol Studios di Hollywood, California
2. On the Trail – 3:21 (Ferde Grofé) – Registrato il 27 ottobre 1952 al Capitol Studios di Hollywood, California
3. Street Scene – 2:55 (Alfred Newman) – Registrato il 2 settembre 1952 al Capitol Studios di Hollywood, California
4. Warsaw Concerto – 6:20 (Richard Addinsell) – Registrato il 28 febbraio 1956 al Capitol Studios di Hollywood, California

Durata totale: 20:28

## Musicisti
Slaughter on Tenth Avenue
- Ray Anthony - tromba
- Bruce Bruckert - tromba
- Dean Hinkle - tromba
- Jack Laubach - tromba
- Knobby Liderbauch - tromba
- Keith Butterfield - trombone
- Tom Oblak - trombone
- Dick Reynolds - trombone
- Ken Trimble - trombone
- Earl Bergman - sassofono alto, clarinetto
- Jim Schneider - sassofono alto, clarinetto
- Bob Hardaway - sassofono tenore
- Billy Usselton - sassofono tenore
- Leo Anthony - sassofono baritono
- Fred Savarese - pianoforte
- Danny Perri - chitarra
- Billy Cronk - contrabbasso
- Archie Freeman - batteria
- George Williams - arrangiamenti

On the Trail
- Ray Anthony - tromba
- Bruce Bruckert - tromba
- Conrad Gozzo - tromba
- Dean Hinkle - tromba
- Jack Laubach - tromba
- Knobby Liderbauch - tromba
- Keith Butterfield - trombone
- Dick Reynolds - trombone
- Walter Shields - trombone
- Ken Trimble - trombone
- Earl Bergman - sassofono alto, clarinetto
- Jim Schneider - sassofono alto, clarinetto
- Billy Usselton - sassofono tenore
- Buddy Wise - sassofono tenore
- Leo Anthony - sassofono baritono
- Fred Savarese - pianoforte
- Vince Terri - chitarra
- Billy Cronk - contrabbasso
- Archie Freeman - batteria
- Sconosciuto - arrangiamenti

Street Scene
- Ray Anthony - tromba
- Bruce Bruckert - tromba
- Dean Hinkle - tromba
- Jack Laubach - tromba
- Knobby Liderbauch - tromba
- Keith Butterfield - trombone
- Dick Reynolds - trombone
- Walter Shields - trombone
- Ken Trimble - trombone
- Earl Bergman - sassofono alto, clarinetto
- Jim Schneider - sassofono alto, clarinetto
- Billy Usselton - sassofono tenore
- Buddy Wise - sassofono tenore
- Leo Anthony - sassofono baritono
- Fred Savarese - pianoforte
- Vince Terri - chitarra
- Billy Cronk - contrabbasso
- Archie Freeman - batteria
- George Williams - arrangiamenti

An American in Paris, Poet and Peasant Overture, Rhapsody in Blue e Warsaw Concerto
- Ray Anthony - tromba
- John Best - tromba
- Art De Pew - tromba
- Joe Dolny - tromba
- Conrad Gozzo - tromba
- Tommy Pederson - trombone
- Jimmy Priddy - trombone
- Roy Sims - trombone
- Ken Trimble - trombone
- Med Flory - sassofono alto, clarinetto
- Gene Merlino - sassofono alto, clarinetto
- Georgie Auld - sassofono tenore
- Irving Roth - sassofono tenore
- Leo Anthony - sassofono baritono
- Corky Hale - arpa, pianoforte
- Nick Bonney - chitarra
- Don Simpson - contrabbasso
- Irving Kluger - batteria
- Sconosciuto - arrangiamenti